# Piper gentryi
Piper gentryi är en pepparväxtart som beskrevs av J.A. Steyermark. Piper gentryi ingår i släktet Piper och familjen pepparväxter. Inga underarter finns listade i Catalogue of Life.